# Fanny Josephson
Fanny Marika Akermo Josephson, ogift Josephson, född 29 juli 1967 i Danderyds församling, är en svensk skådespelare, manusförfattare och regissör. 
På Dramaten har hon medverkat i pjäser som Amorina, Tartuffe, Romeo och Julia, Peter Pan, Oväder och Goldbergvariationer. Hon har regisserat barnprogrammet Cirkuskiosken för UR.
Hon är dotter till skådespelarna Erland Josephson och Kristina Adolphson, syster till Ludvig Josephson, systerdotter till Olle Adolphson, faster till Rebecka Josephson och kusin med Linus Eklund Adolphson. Från ett samboförhållande med skådespelaren Stefan Ekman (född 1944) har hon en son född 1997. Med maken Ulf Akermo föddes ännu en son år 2006.

## Filmografi

### Skådespelare
- 1990 – Blankt vapen (Veras väninna)
- 1996 – Dessa dagar (Cornelia) (kortfilm)

### Regissör
- 2000 – Kanalsimmerskan, även manusförfattare och producent (kortfilm)
- 2001 – Världens starkaste mamma (kortfilm)

## Teater

### Roller (ej komplett)
| År   | Roll                   | Produktion                          | Regi            | Teater   |
| ---- | ---------------------- | ----------------------------------- | --------------- | -------- |
| 1990 | Eva Stina Anna         | Amorina Carl Jonas Love Almqvist    | Peter Stormare  | Dramaten |
| 1991 | Statist Kör            | Romeo och Julia William Shakespeare | Peter Langdal   | Dramaten |
| 1991 | Sjöjungfru Indian Lisa | Peter Pan J.M. Barrie               | Jackie Söderman | Dramaten |
| 1994 | Ohola, Devil's angel   | Goldbergvariationer George Tabori   | Ingmar Bergman  | Dramaten |